# Baby Boom – Eine schöne Bescherung
Baby Boom – Eine schöne Bescherung (Originaltitel: Baby Boom) ist eine US-amerikanische Filmkomödie von Charles Shyer aus dem Jahr 1987.

## Handlung
J.C. Wiatt ist eine erfolgreiche Unternehmensberaterin, die mit ihrem Job buchstäblich verheiratet ist. Sie lebt mit dem Investmentbanker Steven in einer gemeinsamen Wohnung in New York. Gerade als sie zur Mitinhaberin ihrer Firma ernannt werden soll, wird ihr Leben komplett auf den Kopf gestellt: Sie bekommt das Sorgerecht für die kleine Elizabeth Wiatt zugeteilt, die Tochter entfernter Verwandter, die bei einem Unfall ums Leben gekommen sind.
Da sie absolut nichts mit einem Baby anfangen kann, versucht J.C., Elizabeth adoptieren zu lassen. Doch als die potenziellen Eltern das Baby mitnehmen möchten, entscheidet sie sich, Elizabeth doch zu behalten. Als ihr Freund Steven hiervon erfährt, verlässt er sie. Zudem vernachlässigt sie zunehmend ihren Job, sodass ein jüngerer Kollege ihr allmählich den Rang abläuft. Daraufhin entscheidet sich J.C., ihren Job zu kündigen. Sie kauft sich ein zweihundert Jahre altes Anwesen mit einigen Farmtieren, Grundstück und eigenem See in Vermont und zieht mit Elizabeth dorthin. J.C. stellt jedoch bereits kurz darauf fest, dass das Landleben sich schwieriger gestaltet, als sie es sich vorgestellt hat. So bedarf ihr neues Haus einiger kostenintensiver Reparaturen, die sie sich nicht leisten kann, und sie vermisst letztlich auch die Großstadt und ihre Arbeit. Sie erleidet einen Nervenzusammenbruch, was zur Folge hat, dass sie den örtlichen Veterinär Dr. Jeff Cooper kennenlernt, der ein Auge auf sie wirft. Von allem und jedem genervt, widersetzt sie sich Jeffs Annäherungsversuchen und konzentriert sich nunmehr darauf, so schnell wie möglich wieder nach New York zurückzukehren. Doch die Chance, auf die schnelle einen Käufer für ihr Haus zu finden, stellt sich als beinahe unmöglich heraus.
Um sich die Langeweile zu vertreiben, fängt J.C. an, hausgemachtes Apfelmus zu produzieren, das Elizabeth sehr gerne isst. Bald hat sie jedoch die Ware im Übermaß und fängt an, das Apfelmus unter der Marke „Country Baby“ im großen Stil zu verkaufen. „Country Baby“ wird zum absoluten Verkaufsschlager, sodass J.C. bald in Großproduktion gehen muss und ihr Unternehmen weiter wächst. Zwischenzeitlich gibt J.C. auch Jeffs Charme nach und verliebt sich in ihn.
Trotz des phänomenalen Erfolgs ihres kleinen Unternehmens möchte J.C. immer noch zurück nach New York, weshalb ihr der Anruf ihres alten Chefs, Fritz, gerade recht kommt. Er will im Auftrag eines Kunden, „Food Chain“ (Lebensmittelkette), J.C.s Unternehmen aufkaufen. Er unterbreitet ihr ein überaus lukratives Angebot, was sie einerseits zur Millionärin machen, sie andererseits zurück in ihr geliebtes Geschäftsleben bringen würde. Doch J.C. lehnt das Angebot ab, weil sie begreift, dass sich ihre Prioritäten nun geändert haben und sie ihr neues Leben mit Elizabeth in Vermont nicht aufgeben möchte.
Der Film endet damit, dass J.C. Jeff nach ihrer Rückkehr aus New York ihre Entscheidung mitteilt und sich mit ihm für den Abend verabredet. Als J.C. zuhause ankommt, spricht Elizabeth sie zum ersten Mal mit „Mama“ an.

## Kritik
Das Lexikon des internationalen Films schrieb, der Film sei eine „nach simplen Mustern gestrickte seichte Komödie“, die Sympathien für ein Familienidyll wecken will, das die Frau aus dem „männlich“ geprägten Geschäftsleben ausschließt.

## Auszeichnungen
Diane Keaton und der Film als Bester Film – Komödie oder Musical wurden im Jahr 1988 für den Golden Globe Award nominiert. Pam Dixon wurde 1988 für das Casting für den Artios der Casting Society of America nominiert.
Die Deutsche Film- und Medienbewertung FBW in Wiesbaden verlieh dem Film das Prädikat wertvoll.

## Hintergrund
Der Film wurde in New York City, in Los Angeles und in verschiedenen Orten von Vermont gedreht. Er hatte seine Weltpremiere am 17. September 1987 auf dem Toronto Film Festival. Der Film spielte ca. 26,7 Millionen US-Dollar in den US-Kinos ein.
Der in den 1980er Jahren noch unbekannte Schauspieler Chris Noth ist in dem Film in einer Komparsenrolle zu sehen.